# Thementag
Thementag und Themenwoche sind entsprechende Zeiträume, die einem bestimmten Thema gewidmet sind. Diese können regelmäßig wiederkehrend, z. B. anlässlich eines jährlichen Aktionstages, oder einmalig aus einem bestimmten Anlass, z. B. einem runden Jubiläum, stattfinden.
Medienanbieter wie Fernsehsender gestalten gelegentlich das Programm eines Tages oder einer Woche so, dass möglichst viele Beiträge oder Episoden einen gemeinsamen Bezug haben, der zum Beispiel in der Erstausstrahlung eines populären Filmes mit einem passenden Setting liegen kann (sogenannte Cross-Promotion), aber auch in gesellschaftlichen oder gesundheitlichen Komplexen, für die im Rahmen des Bildungsauftrages mehr Aufmerksamkeit geschaffen werden soll und die häufig mit Spendenmarathons kombiniert werden.

## Beispiele
Neben dem Casual Friday, d. h. eingeschränktem Dresscode freitags, gibt es in einigen Unternehmen auch andere Gepflogenheiten, die auf einen Wochentag beschränkt sind, z. B. den Mettwoch, bei dem mittwochs Mettbrötchen verzehrt werden.
In vielen sozialen Medien ist der Throwback Thursday verbreitet, d. h. jeweils donnerstags wird entweder ein früherer Beitrag noch einmal abgesetzt (Repost), oder es wird anderweitig, bspw. mit einem historischen Foto, ein nostalgischer Bezug hergestellt.
Seit 1989 stellt 3sat (Spezialprogramm von ARD, ZDF, ORF, SRF) Thementage, -wochen und am Jahresende sogar ein Thementage-Festival ins Programm.
Die ARD organisiert seit 2006 einmal im Jahr in all ihren Programmen die ARD-Themenwoche.
Die Restaurantkette McDonald’s bietet regelmäßig zeitlich beschränkt verfügbare Produkte zu einem gemeinsamen Thema, häufig einer geographischen Region an. Eine der ersten und bekanntesten dieser Themenwochen waren die Los Wochos mit Gerichten, die von der Texmex-Küche inspiriert waren. Andere Restaurants, Kantinen und Mensen haben das Konzept übernommen, und es geht fließend in saisonale Angebote, etwa Spargelzeit, über bzw. ergänzt Traditionen wie Fisch als Hauptgericht am Freitag oder neuere Aktionen wie den Veggieday.
An vielen Schulen im deutschen Sprachraum hat es sich eingebürgert, dass die Abschlussklassen vor allem kurz vor Verleihung des Abiturs eine Themenwoche gestalten, in der sie bspw. jeden Tag anders einheitlich kostümiert erscheinen.